# Palazzo Giordano (Napoli)
Il palazzo Giordano è un palazzo storico di Napoli, ubicato in via Medina.

## Storia
Venne costruito nel 1540 da Filippo della Noja principe di Sulmona su progetto di Giovanni Francesco Di Palma detto il Mormando.
In seguito la proprietà passò alla famiglia dei Ruffo di Bagnara e venne rifatto dal duca Giordano nel XVIII secolo su progetto dell'architetto Ferdinando Fuga tra il 1775 e il 1780, che ha realizzato nello stesso periodo anche il rifacimento dell'attiguo palazzo d'Aquino di Caramanico.
Fu poi di proprietà  dei Caracciolo di Forinoe successivamente il palazzo passò ai baroni Muzj (Popoli) e fu abitato dal magistrato Concezio Muzj come ricordato nell'omonima epigrafe:

## Architettura ed arte
L'edificio esprime una concezione di barocco napoletano nella tipologia di abitazione civile: il cortile non è porticato e sul fondale non c'è la solita scala scenografica, ma essa è spostata nei locali a lato dell'ingresso.
Ai piani superiori che affacciano su cortile ci sono balconi rococò, di cui quello al piano nobile è provvisto di una loggetta lignea aggiunta successivamente.
Sul portale è presente lo stemma della famiglia Giordano.
Di notevole effetto è la scenografica facciata del palazzo che si apre con un'imponenente portale in piperno.